# Viévy
Viévy é uma comuna francesa na região administrativa da Borgonha-Franco-Condado, no departamento de Côte-d'Or. Estende-se por uma área de 32 km². Em 2010 a comuna tinha 359 habitantes (densidade: 11,2 hab./km²).